# Lina Grinčikaitė-Samuolė

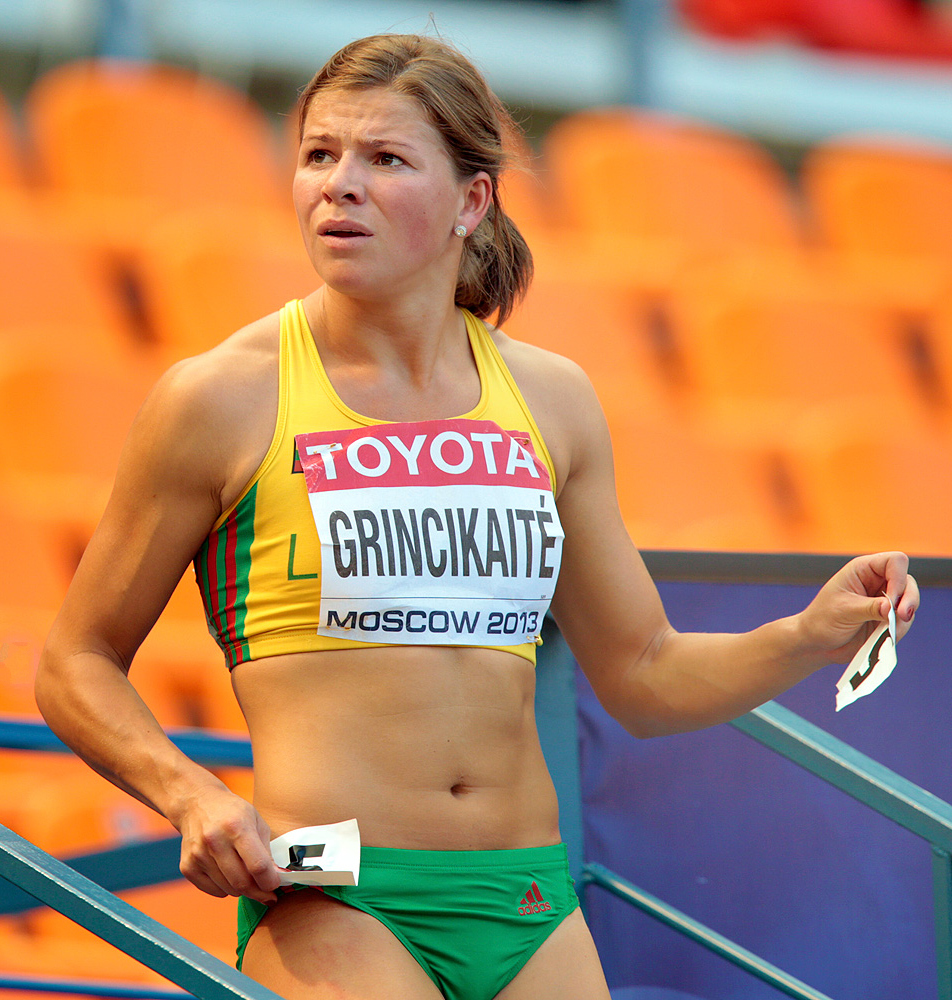
Lina Grinčikaitė bei der Weltmeisterschaft 2013

Lina Grinčikaitė-Samuolė (* 3. Mai 1987 in Klaipėda, Litauische SSR, UdSSR) ist eine litauische Sprinterin. 
2005 wurde sie über 100 m Junioren-Vizeeuropameisterin.
2008 kam sie bei den Olympischen Spielen in Peking über 100 m ins Halbfinale. Im Jahr darauf wurde sie über 60 m bei den Leichtathletik-Halleneuropameisterschaften in Turin Siebte und gewann über 100 m Gold bei der Universiade und bei den U23-Europameisterschaften. 
2010 schied sie bei den Europameisterschaften in Barcelona im Halbfinale aus.

## Persönliche Bestzeiten
- 60 m (Halle): 7,30 s, 16. Dezember 2009, Kaunas
- 100 m: 11,31 s, 8. Juli 2009, Belgrad
- 200 m: 23,33 s, 22. Juni 2008, Leiria
  - Halle: 23,74 s, 14. Februar 2010, Pombal